# Marattia acuminata
Marattia acuminata là một loài dương xỉ trong họ Marattiaceae. Loài này được Willd., Klf. mô tả khoa học đầu tiên năm 1824.
Danh pháp khoa học của loài này chưa được làm sáng tỏ. 